# Phragmidium
Phragmidium is een geslacht van roesten die soorten van de familie Rosaceae infecteren. De uredosori zijn oranje. De telia, die later in het seizoen ontstaan, zijn zwart. De gesteelde teleutosporen bestaan uit vier of meer cellen. Het aecium heeft geen peridium.

## Soorten
Enkele soorten die behoren tot dit geslacht:
- Phragmidium acuminatum op Rubus saxatilis
- Phragmidium bulbosum op o.a. Rubus fruticosus en Rubus caesius
- Phragmidium fragariae op bosaardbei
- Phragmidium fusiforme op Rosa pendulina en mogelijk ook op R. gallica, R. glauca, R. majalis, R. mollis, R. villosa.
- Phragmidium kamtschatkae alleen op Rosa majalis
- Phragmidium mexicanum, op schijnaardbei
- Phragmidium mucronatum, is de meest voorkomende schimmelsoort, die voorkomt op sommige wilde rozen, zoals Rosa canina en Rosa arvensis[2]
- Phragmidium potentillae op ganzerik
- Phragmidium rosae-pimpinellifoliae meestal op Duinroos
- Phragmidium rubi-idaei op framboos
- Phragmidium sanguisorbae op Marcetella, Sanguisorba
- Phragmidium sterilis op Potentilla sterilis
- Phragmidium tuberculatum op sommige rozencultivars en sommige rozen
- Phragmidium violaceum op de cultuurbraam en loganbes

Volgens Index Fungorum telt het geslacht 111 soorten (peildatum augustus 2023):
| Soortnaam                                              | Auteur(s)                          | Publicatiejaar |
| ------------------------------------------------------ | ---------------------------------- | -------------- |
| Phragmidium acaenae                                    | G. Cunn.                           | 1924           |
| Phragmidium acaenincola                                | Petr.                              | 1955           |
| Phragmidium acuminatum                                 | (Fr.) Cooke                        | 1871           |
| Phragmidium affine                                     | Syd. & P. Syd.                     | 1904           |
| Phragmidium alaskanum                                  | (Arthur) P. Syd. & Syd.            | 1912           |
| Phragmidium alpinum                                    | Hirats. f.                         | 1930           |
| Phragmidium altaicum                                   | Y.M. Liang & Y. Liu                | 2019           |
| Phragmidium americanum                                 | (Peck) Dietel                      | 1905           |
| Phragmidium andersonii                                 | Shear                              | 1902           |
| Phragmidium arcticum                                   | Lagerh.                            | 1908           |
| Phragmidium arisanense                                 | Hirats. f. & Hashioka              | 1934           |
| Phragmidium assamense                                  | Syd. & P. Syd.                     | 1912           |
| Phragmidium barclayi                                   | Dietel                             | 1890           |
| Phragmidium bayatii                                    | Esfand. & Petr.                    | 1941           |
| Phragmidium boreale                                    | Tranzschel                         | 1933           |
| Phragmidium brevipedicellatum                          | Hirats. f.                         | 1934           |
| Phragmidium bulbosum (Papilbraamroest)                 | (Fr.) Schltdl.                     | 1824           |
| Phragmidium butleri                                    | Syd. & P. Syd.                     | 1907           |
| Phragmidium chayuense                                  | Y.M. Liang & Y. Liu                | 2018           |
| Phragmidium cibanum                                    | Y.M. Liang & Y. Liu                | 2018           |
| Phragmidium cinnamomeum                                | Durrieu                            | 1980           |
| Phragmidium constrictosporum                           | G.F. Laundon                       | 1976           |
| Phragmidium coreanum                                   | L. Guo                             | 1989           |
| Phragmidium dryadanthes                                | Domashova                          | 1962           |
| Phragmidium duchesneae                                 | (Arthur) P. Syd. & Syd.            | 1912           |
| Phragmidium duchesneae-indicae                         | P. Zhao & L. Cai                   | 2021           |
| Phragmidium egenulum                                   | Syd., P. Syd. & E.J. Butler        | 1912           |
| Phragmidium fragariae (Bosaardbeiroest)                | (Rabenh.) Ces.                     | 1856           |
| Phragmidium fragariae-vestitae                         | D.K. Agarwal                       | 2001           |
| Phragmidium fusiforme (Veelcellige alpenroosroest)     | J. Schröt.                         | 1870           |
| Phragmidium gorganense                                 | M. Abbasi                          | 2006           |
| Phragmidium griseum                                    | Dietel                             | 1902           |
| Phragmidium guatemalense                               | Cummins                            | 1940           |
| Phragmidium handelii                                   | Petr.                              | 1947           |
| Phragmidium hashiokae                                  | Hirats. f.                         | 1935           |
| Phragmidium hendersonii                                | Bahç. & Kabakt.                    | 2005           |
| Phragmidium heterosporum                               | Dietel                             | 1903           |
| Phragmidium himalense                                  | J.Y. Zhuang                        | 1986           |
| Phragmidium hiratsukanum                               | S.X. Wei                           | 1988           |
| Phragmidium horkeliae                                  | Garrett                            | 1907           |
| Phragmidium iranicum                                   | Petr. & Esfand.                    | 1941           |
| Phragmidium itoanum                                    | Hirats. f.                         | 1934           |
| Phragmidium ivesiae                                    | Syd. & P. Syd.                     | 1903           |
| Phragmidium jiangxiense                                | Y.M. Liang & Y. Liu                | 2020           |
| Phragmidium jonesii                                    | Dietel                             | 1905           |
| Phragmidium kamtschatkae                               | (H.W. Anderson) Arthur & Cummins   | 1933           |
| Phragmidium kanasense                                  | P. Zhao & L. Cai                   | 2021           |
| Phragmidium leucoaecium                                | Y.M. Liang & Y. Liu                | 2020           |
| Phragmidium mexicanum (Schijnaardbeiroest)             | (Mains) H.Y. Yun, Minnis & Aime    | 2011           |
| Phragmidium miyabeanum                                 | S. Ito & Hirats. f.                | 1930           |
| Phragmidium miyakeanum                                 | Hirats.                            | 1935           |
| Phragmidium montivagum                                 | Arthur                             | 1909           |
| Phragmidium mucronatum (Grofwrattige papilroosroest)   | (Pers.) Schltdl.                   | 1824           |
| Phragmidium multiseptatum                              | J.Y. Zhuang & S.X. Wei             | 2009           |
| Phragmidium mysorense                                  | (Thirum. & Mundk.) Berndt & B. Ali | 2017           |
| Phragmidium nambuanum                                  | Dietel                             | 1908           |
| Phragmidium nonapiculatum                              | P. Zhao & L. Cai                   | 2021           |
| Phragmidium novae-zelandiae                            | G. Cunn.                           | 1924           |
| Phragmidium occidentale                                | Arthur                             | 1901           |
| Phragmidium orientale                                  | Syd. & P. Syd.                     | 1907           |
| Phragmidium pauciloculare                              | P. Syd. & Syd.                     | 1912           |
| Phragmidium pauciseptatum                              | Durrieu                            | 1964           |
| Phragmidium peckianum                                  | Arthur                             | 1912           |
| Phragmidium potentillae (Poreuze ganzerikroest)        | (Pers.) P. Karst.                  | 1878           |
| Phragmidium potentillae-canadensis                     | Dietel                             | 1903           |
| Phragmidium punjabense                                 | B. Ali & Berndt                    | 2017           |
| Phragmidium robustum                                   | J.Y. Zhuang & S.X. Wei             | 2009           |
| Phragmidium rosae-arkansanae                           | Dietel                             | 1905           |
| Phragmidium rosae-californicae                         | Dietel                             | 1905           |
| Phragmidium rosae-davuricae                            | Miura                              | 1928           |
| Phragmidium rosae-lacerantis                           | Dietel                             | 1905           |
| Phragmidium rosae-moschatae                            | Dietel                             | 1905           |
| Phragmidium rosae-multiflorae                          | Dietel                             | 1905           |
| Phragmidium rosae-omeiensis                            | S.X. Wei                           | 1988           |
| Phragmidium rosae-pimpinellifoliae (Gladde roosroest)  | (Rabenh.) Dietel                   | 1905           |
| Phragmidium rosae-rugosae                              | Kasai                              | 1910           |
| Phragmidium rosae-sempervirentis                       | Maire                              | 1916           |
| Phragmidium rosae-setigerae                            | Dietel                             | 1905           |
| Phragmidium rosicola                                   | (Ellis & Everh.) Arthur            | 1934           |
| Phragmidium rtanjense                                  | Bubák & Ranoj.                     | 1910           |
| Phragmidium rubi-eucalypti                             | S.X. Wei                           | 1988           |
| Phragmidium rubi-geoidis                               | Cotton                             | 1915           |
| Phragmidium rubi-idaei (Framboosroest)                 | (DC.) P. Karst.                    | 1878           |
| Phragmidium rubi-japonici                              | Kasai                              | 1910           |
| Phragmidium rubi-odorati                               | Dietel                             | 1905           |
| Phragmidium rubi-oldhami                               | Togashi & Y. Maki                  | 1934           |
| Phragmidium rubi-parvifolii                            | Liou & Y.C. Wang                   | 1935           |
| Phragmidium sanguisorbae (Kleine-pimpernelroest)       | (DC.) J. Schröt.                   | 1887           |
| Phragmidium sarcopoterii                               | Gjaerum & Bahç.                    | 2004           |
| Phragmidium satoanum                                   | Y. Ono                             | 2019           |
| Phragmidium saxatile                                   | Vleugel                            | 1908           |
| Phragmidium shengezieense                              | M.M. Chen & G.Q. Chen              | 1979           |
| Phragmidium shensianum                                 | F.L. Tai & C.C. Cheo               | 1937           |
| Phragmidium shogranense                                | Petr.                              | 1954           |
| Phragmidium sikangense                                 | Petr.                              | 1947           |
| Phragmidium sinicum                                    | F.L. Tai & C.C. Cheo               | 1937           |
| Phragmidium speciosum                                  | (Fr.) Bonord.                      | 1860           |
| Phragmidium subsimile                                  | G. Cunn.                           | 1924           |
| Phragmidium taipaishanense                             | Y.C. Wang                          | 1949           |
| Phragmidium tibeticum                                  | J.Y. Zhuang & S.X. Wei             | 2009           |
| Phragmidium tuberculatum (Fijnwrattige papilroosroest) | Jul. Müll.                         | 1885           |
| Phragmidium viciosoi                                   | Unamuno                            | 1935           |
| Phragmidium violaceum (Veelcellige braamroest)         | (Schultz) Brockm.                  | 1863           |
| Phragmidium warburgianum                               | (Henn.) Y.M. Liang & Y. Liu        | 2020           |
| Phragmidium yamadanum                                  | Hirats. f.                         | 1935           |
| Phragmidium yangii                                     | Berndt & B. Ali                    | 2017           |
| Phragmidium yezoense                                   | Kasai                              | 1910           |
| Phragmidium zamonense                                  | M.M. Chen & G.Q. Chen              | 1979           |
| Phragmidium zangdongii                                 | Y.M. Liang & Y. Liu                | 2018           |
| Phragmidium zeylanicum                                 | Petch                              | 1922           |
| Phragmidium zhouquense                                 | Y.M. Liang & T. Yang               | 2015           |

## Foto's

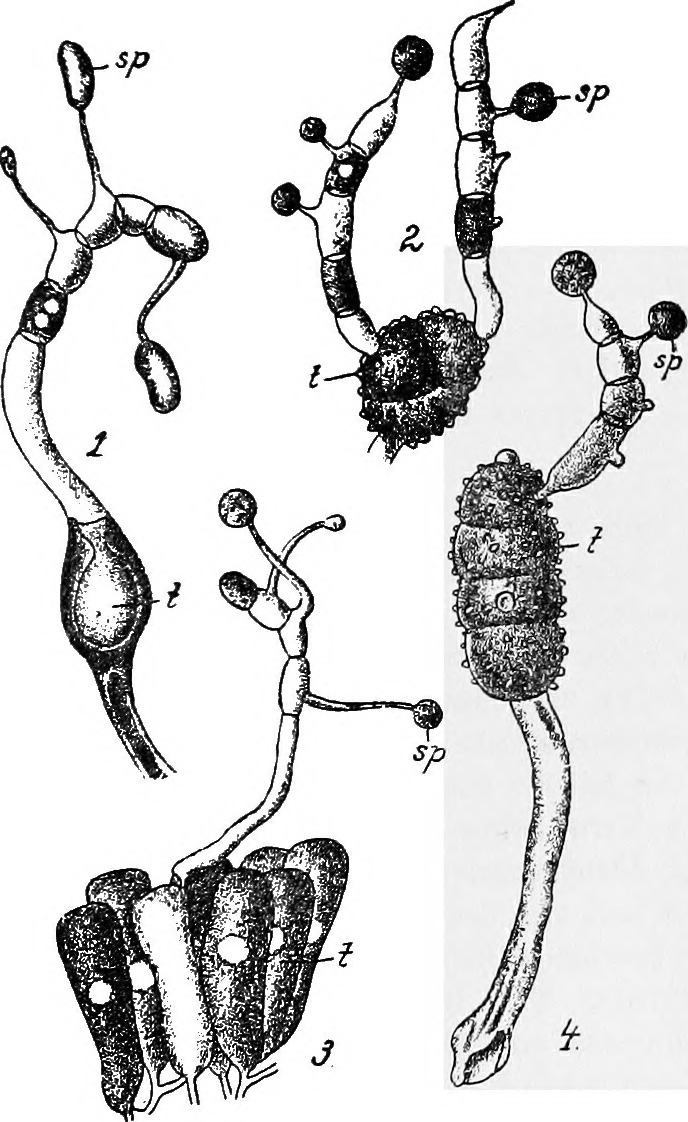
Kiemende teleutosporen van: 4. Phragmidium rubi.
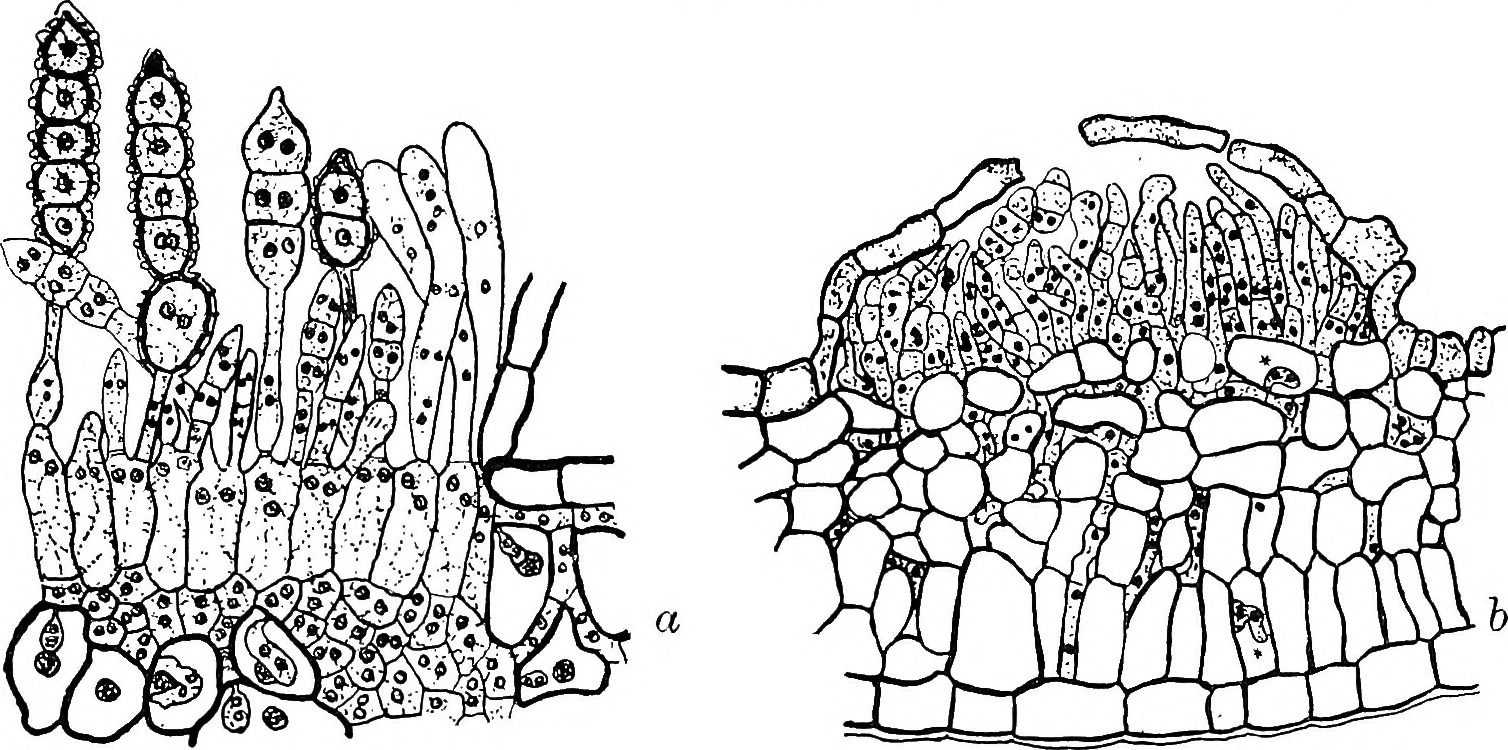
Telia van: a. Phragmidium rubi; b. Phragmidium violaceum